# Nicanor Molinare de la Plaza
Nicanor Molinare de la Plaza (Santiago, 15 de noviembre de 1929-Santiago, 7 de septiembre de 2013) fue un periodista, locutor de radio y relator deportivo chileno.

## Biografía
Se casó con Lucía Zuanic, hermana de Gina Zuanic. Su hijo José Luis Molinare (fallecido el 22 de diciembre de 2008) siguió sus pasos en el periodismo deportivo.
Comenzó su carrera a los 17 años inicialmente como lector de noticias en la radio El Mercurio y con posterioridad, a relatar partidos en el programa Sinopsis del Deporte. En su carrera trabajó en medios como la revista Ases, Radio Nuevo Mundo, Radio Cien (1995), Radio Monumental (1999-2001) y principalmente Radio Cooperativa (1980-1994), donde fue director general y relator del programa deportivo Ovación en Cooperativa reuniendo a destacados comentaristas, relatores, periodistas y locutores como Raúl Hernán Leppé, Hans Marwitz, Enrique Román Walker, Sergio Brotfeld, Alfredo Larrazábal, Johnny Teperman, Oscar Hernán Guzmán, Octavio Sufán Espejo, Ricardo Chávez Bruce, sus tres hijos Nicanor, José Luis y Carlos Molinare Zuanic, Juan Antonio Belmar, Rodrigo Ormeño, Felipe Bianchi, Freddy Hurtado, Ricardo Levi, Jorge Acevedo, Patricio Muñoz Ortega, Alfredo Villalobos Silva, Rodolfo Larraín, Libardo Buitrago, Jorge "Coco" Torres, Sebastián Fernández, José "Pepe" y Juan Ignacio "Nacho" Abarca, entre otros. Durante más de 15 años, Ovación fue primera sintonía deportiva nacional.[cita requerida]
En 1973 Molinare de la Plaza fue contratado en Perú por el entonces director de Radio El Sol de Lima, Pocho Rospigliosi, siendo un gran suceso en el relato deportivo peruano.[cita requerida]
Molinare de la Plaza obtuvo el Premio Nacional de Periodismo Deportivo de Chile en 1984. En abril de 1988 recibió el Premio Raúl Prado Cavada por su aporte al periodismo deportivo, distinción que anualmente otorga Colo-Colo a un periodista deportivo destacado.
Es recordado su relato en la final de la Copa Libertadores 1991, donde el equipo chileno Colo-Colo venció a Olimpia de Paraguay, quedándose con el campeonato.

## Premios
| Premio                                  | Año  |
| --------------------------------------- | ---- |
| Premio Nacional de Periodismo Deportivo | 1984 |
| Premio Raúl Prado Cavada                | 1988 |